# Baccio Valori
Pour l’article ayant un titre homophone, voir Baccio Valori (le jeune).
Pour les autres membres de la famille, voir Famille de Valori.
Bartolomeo Valori dit Baccio (né en 1477 et mort le 20 août 1537 à Florence) est un homme politique et un condottiere florentin actif au XVIe siècle.

## Biographie
Baccio Valori était un fidèle partisan des Médicis et participa au Siège de Florence (1529-1530). Lors de la reprise de la ville il fut nommé gouverneur de celle-ci. Il exerça cette charge tyranniquement.
Alexandre de Médicis au pouvoir, il en devint l'influent conseiller et après l'assassinat de celui-ci il soutint les opposants florentins contre Cosme Ier de' Medici, successeur d'Alexandre.
Avec Philippe et Piero Strozzi, Baccio Valori combattit à la bataille de Montemurlo (1537) où il fut fait prisonnier et condamné à mort.
Vers 1530, il commanda, pour son palais, le David/Apollon à Michel-Ange. La statue est maintenant conservée au Musée national du Bargello.